# Слотер, Карин
Карин Слотер (род. 6 января 1971, Ковингтон, Джорджия) — американская писательница. С 2001 года публикует криминальные романы, пользующиеся международным успехом, лауреат премии «Эдгар».

## Биография
Карин Слотер родилась в небольшом городке Ковингтон в штате Джорджия, сейчас живет в Атланте. После развода родителей она росла с отцом. По её собственному утверждению, её воспитывала его вторая жена, работавшая в банке. В детстве, в районе, где она выросла, резко вырос уровень преступности. До того как стать писательницей, она была владелицей рекламного агентства, которое продала в начале 2000-х годов. К тому времени она написала пять романов, которые не были опубликованы. Только в 2001 году первый роман из её криминальной серии, Blindsighted, был опубликован издательством William Morrow & Company. Он был хорошо принят критиками. К 2006 году, когда был опубликован Triptych, автор продала 13 миллионов книг по всему миру. Книги Карин Слотер были проданы тиражом более 30 миллионов экземпляров по всему миру и переведены на 32 языка, что делает её одним из самых значительных авторов бестселлеров в криминальном жанре.

### Серия «Округ Грант»
Главной героиней её первого криминального романа Blindsighted и других произведений так называемой «серии о графстве Грант» (опубликованных на английском языке с 2001 по 2007 год) является врач-педиатр Сара Линтон, родившаяся в Хартсдейле, самом большом городе в вымышленном графстве Грант. Окончив школу, она получила стипендию на изучение медицины в частном университете Эмори в Атланте. Стажировалась в качестве педиатра в Мемориальной больнице Грейди в Атланте, где получила дополнительную подготовку по судебной медицине. Она возвращается в родной город, чтобы возглавить там педиатрическую практику. Чтобы профинансировать оплату за передачу практики, она соглашается на должность главного врача и коронера округа Грант. Сопровождая футбольную команду в качестве врача, она знакомится с Джеффри Толливером, бывшим футболистом, а впоследствии начальником полиции округа Грант, за которого впоследствии выходит замуж. Она расстается с ним из-за неверности, но вынуждена продолжать работать с ним. Их любовь так и не остыла, и через некоторое время они снова женятся. Поскольку Сара не может иметь детей из-за травм, полученных в результате изнасилования во время учёбы, спустя много лет супруги решают усыновить ребёнка. Вскоре после получения разрешения на усыновление Джеффри погибает на руках у жены от взрыва бомбы. После этого она покидает округ Грант, переезжает обратно в Атланту и возвращается на работу в больницу Грейди.

### Серия «Уилл Трент»
В 2006 году автор начал другую серию (серия «Уилл Трент») с романа «Триптих». В ней главным героем является Уилл Трент, сотрудник Бюро расследований Джорджии (GBI) в Атланте. По сравнению с предыдущими криминальными романами в серии «Округ Грант», эта серия характеризуется сменой обстановки с маленького городка на большой город. Персонажу Уилла Трента свойственна большая неуверенность в себе. Он бывший сирота, которому, несмотря на несколько попыток, так и не удалось найти приёмных родителей. Его жизнь окружена множеством тайн, из которых вытекают его поведенческие модели, особенно в общении с людьми, на работе и в личной жизни, предпосылки и причины которых раскрываются лишь понемногу. Например, он пытается скрыть от окружающих свою ярко выраженную дислексию и лишь более или менее условно женат на подруге детства из детского дома (Анжеле «Энджи» Поласки). В первых книгах серии речь идет, в частности, о сложных романтических отношениях Трента и врача Сары Линтон.

#### Серия «Округ Грант»
- Blindsighted, 2001
- Kisscut, 2002
- A Faint Cold Fear, 2003
- Indelible, 2004
- Faithless, 2005
- Beyond Reach/Skin Privilege, 2007

#### Серия «Уилл Трент»
- Triptych (2006)
- Fractured (2008)
- Undone (2009),
- Broken (2010)
- Fallen (2011)
- Snatched (2012)
- Criminal (2012)
- Busted (2013)
- Unseen (2013)
- The Kept Woman (2016)[18]
- Cleaning the Gold (2019 в соавторстве с Ли Чайлдом)
- The Last Widow (2019)
- The Silent Wife (2020)[19]
- After That Night (2023)
- This is Why We Lied (2024)

#### Отдельные произведения
- Like A Charm (2004)
- Martin Misunderstood (2008)
- Thorn in My Side (2011)
- Cop Town (2014)
- Blonde Hair, Blue Eyes (2015)
- Pretty Girls (2015)
- Last Breath (2017)
- Хорошая дочь / The Good Daughter (2017)
- Pieces of Her (2018)
- False Witness (2021)
- Girl, Forgotten (2022)